# Хаим Вајцман
Хаим Вајцман (хебр. חיים עזריאל ויצמן‎ Мотал, 27. новембар 1874 — Реховот, 9. новембар 1952) је истакнути јеврејски политичар и државник, који је био први председник Државе Израел од 1949. године до 1952. године. Био је председник Светске ционистичке организације. Основао је Вајцманов институт у Реховоту.

## Детињство и младост
Рођен је у малом месту Мотол близу Пинска у Руској Империји (сада је то у Белорусији). Дипломирао је хемију 1899. године на универзитету у Фрајбургу у Швајцарској. Предавао је хемију на универзитету у Женеви од 1901. године до 1903. године. Касније је предавао на универзитету у Манчестеру. Постао је британски држављанин 1910. У Првом светском рату био је од 1916. године до 1919. године директор лабораторија британског адмиралитета. Постао је чувен у Манчестеру, јер је открио како се помоћу бактеријске ферментације може произвести велика количина пожељне супстанце. Данас се он сматра оцем индустријске ферментације. Користио је бактерију Клостридиум ацетубутуликум да би произвео ацетон. Ацетон се користио за производњу експлозива веома важних у Првом светском рату. Вајцман је предао права производње ацетона једној корпорацији у замену за сталну исплату одређене количине новца.

## Политички вођа циониста
Заједно са лордом Балфором радио је 1917. године на Балфоровој декларацији, која је наглашавала да се британска влада залаже за успоставу Палестине као националне државе Јевреја. Заједно са будућим краљем Фејсалом I од Ирака потписао је 3. јануара 1919. године Фејсал-Вајцманов споразум и успоставио је односе Арапа и Јевреја на Блиском истоку. Фејсал је тада прихватио Балфорову декларацију под условом да се испуне британска обећања дата током рата о независности Арапа.
После 1920. године два пута је био председник Светске ционистичке организације (1920—1931) и (1935—1946). Заједно са Албертом Ајнштајном кренуо је 1921. године у сакупљање новца за оснивање Хебрејског универзитета у Јерусалиму. Осим тога посветио се и оснивању научног института за фундаментална истраживања у граду Реховоту. Вајцман је науку сматрао важном као средство обезбеђења мира и просперитета за то подручје. Његовим напорима и новцем Израела Сифа основан је 1934. године истраживачки институт Данијел Сиф. Вајцман је активно учествовао у раду института бавећи се органском хемијом. Тај институт је 1949. године  преименован у Вајцманов научни институт у част Вајцмана.
Као председник Светске ционистичке организације обратио се 1936. године Пиловој комисији, чији задатак је био да размотре Британски мандат над Палестином. Био је уверен да комисија представља нову наду за ционистички покрет. За време Другог светског рата био је почасни саветник британског министра снабдевања. Тада је истраживао вештачку гуму и високооктански бензин. Савезници су били одсечени од извора каучука због јапанске окупације области, које су га производиле. Тбог тога је било веома важно произвести вештачку гуму. Срео се са америчким председником Харијем Труманом и од њега је настојао да добије подршку за оснивање државе Израел. Постао је 1949. године први председник Израела. Његов нећак Езер Вајцман је такође касније постао председник Израела.

## Цитирани радови
- Israel Ministry of Foreign Affairs. Zionist Leaders- Chaim Weizmann Архивирано на веб-сајту  (27. септембар 2007). 11 October 1999, accessed 13 June 2007.